# Nigeria na Mistrzostwach Świata w Lekkoatletyce 2017
Nigeria na Mistrzostwach Świata w Lekkoatletyce 2017 – reprezentacja Nigerii podczas mistrzostw świata w Londynie liczyła 18 zawodników, którzy nie zdobyli żadnego medalu.

## Skład reprezentacji
Mężczyźni
| Zawodnik                     | Konkurencja        | Eliminacje | Eliminacje | Półfinał | Półfinał | Finał    | Finał   |
| Zawodnik                     | Konkurencja        | Rezultat   | Pozycja    | Rezultat | Pozycja  | Rezultat | Pozycja |
| ---------------------------- | ------------------ | ---------- | ---------- | -------- | -------- | -------- | ------- |
| Samson Oghenewegba Nathaniel | bieg na 400 metrów | 46,63      | 41.        | NQ       | NQ       | NQ       | NQ      |
| Edose Ibadin                 | bieg na 800 metrów | 1:46,51    | 20.        | NQ       | NQ       | NQ       | NQ      |

| Zawodnik              | Konkurencja    | Kwalifikacje | Kwalifikacje | Finał | Finał   |
| Zawodnik              | Konkurencja    | Wynik        | Pozycja      | Wynik | Pozycja |
| --------------------- | -------------- | ------------ | ------------ | ----- | ------- |
| Tosin Oke             | trójskok       | 16,17        | 25.          | NQ    | NQ      |
| Chukwuebuka Enekwechi | pchnięcie kulą | 19,72        | 25.          | NQ    | NQ      |

Kobiety
| Zawodniczka                                                                                                 | Konkurencja                | Eliminacje | Eliminacje | Półfinał | Półfinał | Finał    | Finał   |
| Zawodniczka                                                                                                 | Konkurencja                | Rezultat   | Pozycja    | Rezultat | Pozycja  | Rezultat | Pozycja |
| --- | -------------------------- | ---------- | ---------- | -------- | -------- | -------- | ------- |
| Blessing Okagbare                                                                                           | bieg na 100 metrów         | 11,22      | 17. Q      | 11,08    | 9.       | NQ       | NQ      |
| Yinka Ajayi                                                                                                 | bieg na 400 metrów         | 51,58      | 12. Q      | 52,10    | 18.      | NQ       | NQ      |
| Margaret Bamgbose                                                                                           | bieg na 400 metrów         | DSQ        | DSQ        | DSQ      | DSQ      | DSQ      | DSQ     |
| Patience Okon George                                                                                        | bieg na 400 metrów         | 51,83      | 15. Q      | 52,60    | 19.      | NQ       | NQ      |
| Oluwatobiloba Amusan                                                                                        | bieg na 100 m przez płotki | 12,97      | 14. Q      | 13,04    | 14.      | NQ       | NQ      |
| Lindsay Lindley                                                                                             | bieg na 100 m przez płotki | 13,07      | 20. q      | 13,18    | 20.      | NQ       | NQ      |
| Glory Onome Nathaniel                                                                                       | bieg na 100 m przez płotki | 55,30      | 9. Q       | DSQ      | DSQ      | NQ       | NQ      |
| Aniekeme Alphonsus Etim Wisdom Isoken Lindsay Lindley Jennifer Madu Blessing Okagbare Maria Thompson Omokwe | sztafeta 4 × 100 m         | DNS        | DNS        | —        | —        | NQ       | NQ      |
| Patience Okon George Abike Funmilola Egbeniyi Glory Onome Nathaniel Yinka Ajayi Emerald Egwim (elim.)       | sztafeta 4 × 400 m         | 3:25,40    | 4. Q       | —        | —        | 3:26,72  | 5.      |

| Zawodniczka       | Konkurencja | Kwalifikacje | Kwalifikacje | Finał | Finał   |
| Zawodniczka       | Konkurencja | Wynik        | Pozycja      | Wynik | Pozycja |
| ----------------- | ----------- | ------------ | ------------ | ----- | ------- |
| Ese Brume         | skok w dal  | 6,38         | 17.          | NQ    | NQ      |
| Blessing Okagbare | skok w dal  | 6,51         | 8. q         | 6,55  | 8.      |